# Balaklavai Haditengerészeti Múzeum
A Balaklavai Haditengerészeti Múzeum Ukrajnában a Krímben, a fekete-tengeri Balaklavai-öbölben található egykori szovjet föld alatti  tengeralattjáró-bázis, amely a Krím 2014-es Oroszország általi megszállásáig az Ukrán Nemzeti Hadtörténeti Múzeum fiókintézményeként működött. A bázis aktív használata alatt a 825 GTSZ hadrendi jelzést viselte.
A hidegháború kezdeti időszakában, a nukleáris csapásmérő képesség növekedésével a hordozóeszközök, így a tengeralattjárók is egyre veszélyeztetettebbé váltak. Ezért az 1950-es évek elején Sztálin az atomfegyver-fejlesztést is felügyelő Beriját bízta meg egy olyan helyszín felkutatásával, ahol a tengeralattjárók számára atomcsapásnak is ellenálló bázist lehet kiépíteni. Több évi keresés után  a szakemberek választása a védett Balaklavai-öbölre esett. A helyszín mellett szólt a Fekete-tengeri Flotta fő bázisának, Szevasztopolnak a közelsége is.
1953-ban létrehozták a Szovjet Hadsereg 528. sz. csoportfőnökségét, amely a bázis építéséért felelt. Az építkezés nyolc évig, 1953-tól 1961-ig tartott. Kezdetben csak katonai személyzet dolgozott, majd később polgári személyek, elsősorban metróalagút-építő szakemberek csatlakoztak. Az építés során kb. 120 ezer tonna követ termeltek ki, melyet az építkezés titokban tartása érdekében éjszaka uszályokon szállítottak el.
A Balaklavai-öbölben két álcázott kijárattal rendelkező, 602 m hosszú központi csatornában hét hagyományos, dízel-elektromos tengeralattjárót lehetett elhelyezni. A fő csatornához kapcsolódó egyéb tároló helyiségekben és műhelyekben lévő férőhelyekkel együtt a bázis 14 db tengeralattjáró elhelyezésére volt alkalmas. A fő csatorna mellett a bázishoz föld alatti szerelőcsarnokok, raktárak és egyéb kiszolgáló helyiségek tartoztak.
A bázison a hidegháború időszakában 613-as és 633-as tervszámú, hagyományos, dízel-elektromos meghajtású tengeralattjárók állomásoztak.
A Szovjetunió felbomlása után az Orosz Haditengerészet 1993-ban hagyta el a bázist. Akkor megszűnt az objektum őrzése, ezért a mozdítható fémtárgyak többségét ellopták. A bázis 2000-ben az Ukrán Haditengerészet fennhatósága alá került. 2002-ben született döntés arról, hogy múzeummá alakítják. A bázist látogatható állapotba hozták és 2003. június 1-jén mint az Ukrán Fegyveres Erők Központi Múzeumának (napjainkban: Ukrán Nemzeti Hadtörténeti Múzeum) balaklavai fiókintézményét hivatalosan is megnyitották. A múzeumban a krími háborút bemutató kiállítás is helyet kapott.